# Torneo de Indianápolis 2009
El Torneo de Indianápolis es un evento de tenis que se disputa en Indianápolis, Estados Unidos,  se juega entre el 20 y 26 de julio de 2009.

## Campeones
- Individuales masculinos:  Robby Ginepri derrota a   Sam Querrey, 6–2, 6–4.

- Dobles masculinos:  Ernests Gulbis /  Dmitry Tursunov derrotan a  Ashley Fisher /  Jordan Kerr, 6–4, 3–6, 11–9